# Microlicia longisepala
Microlicia longisepala är en tvåhjärtbladig växtart som beskrevs av John Julius Wurdack. Microlicia longisepala ingår i släktet Microlicia och familjen Melastomataceae. Inga underarter finns listade i Catalogue of Life.